# Albert Tyler
Albert Clinton Tyler (Glendale, 4 gennaio 1872 – Harpswell, 25 luglio 1945) è stato un astista statunitense.

## Biografia
Partecipò, con l'Università di Princeton, alle gare di atletica leggera delle prime Olimpiadi moderne che si svolsero ad Atene nel 1896, gareggiando nel salto con l'asta, specialità in cui vinse la medaglia d'argento con la misura di 3,20 m, preceduto dal connazionale Bill Hoyt.
Era cugino di Frank Lane, medaglia di bronzo nei 100 metri nella stessa edizione dei Giochi olimpici.

## Palmarès
| Anno | Manifestazione  | Sede  | Evento           | Risultato | Prestazione | Note |
| ---- | --------------- | ----- | ---------------- | --------- | ----------- | ---- |
| 1896 | Giochi olimpici | Atene | Salto con l'asta | Argento   | 3,20 m      |      |